# Ždírec (okres Jihlava)
Ždírec (německy Seelenz) je obec v okrese Jihlava v Kraji Vysočina. Nachází se zhruba 10 km severovýchodně od Jihlavy a 4,5 km jihozápadně od Polné v průměrné nadmořské výšce 515 metrů. Katastrální území nese zavádějící název Ždírec na Moravě, přestože leží v Čechách. Je součástí Mikroregionu Polensko. Žije zde 450 obyvatel.
První zmínka pochází z roku 1233, obec je však pravděpodobně starší. Po osídlení německými kolonisty ve 13. století se stala až do konce druhé světové války obcí německou. Majitelé vesnice se často střídali, ves patřila například městu Jihlava, dále Lichtenburkům, Trčkům z Lípy a dalším šlechtickým rodům. Od 70. let 20. století v obci nastal investiční rozvoj. Byl postaven vodovod, kanalizace a víceúčelová budova, proběhla plynofikace. Od roku 2003 se za obcí staví 19 rodinných domů. Sídlí tu domov pro seniory a několik podnikatelských subjektů zaměřených na zemědělství, řemeslnou činnost a drobný průmysl. V centru obce stojí kostel svatého Václava, který byl po požáru v roce 1890 znovu postaven v pseudogotickém slohu. Nachází se zde sochy svatého Antonína Paduánského a svatého Jana Nepomuckého.

## Název
Název Ždírec nejspíš souvisí s českým termínem pro mýcení lesa – „žďářením“. Český název tedy vystihuje způsob založení, německý (velmi zkomolený) Seelenz tak jednoznačný není. Jeho základem by mohlo být středověké slovo Sahr či Sahar, které znamenalo rákosí, snad by jím mohlo být i některé osobní staroněmecké jméno. V roce 1233 obec nesla název Serech, 1257 Sareh, 1411 Zdiarec, 1487 Ždárec, 1493 Saherles, 1536 Zdierczy, 1547 Zdijrecz, 1654 Seherles, 1713 Sellentz, 1784 Seelenz, Ždierecz, 1848 Ždírec, Žďárec, Seelenz a roku 1886 Ždírec či německy Seelenz.

## Historie

### Počátky
Původní osada se slovanským osídlením vznikla patrně již ve 12. století. Vesnice patřila do první kolonizační vlny Jihlavska. Podle jednoho z původních názvů Žďárek lze usuzovat, že prvotní osada byla založena vnitřní kolonizací na panenské půdě. První písemná zmínka o obci pochází z roku 1233. Touto konfirmační listinou prodával biskup Robert jihlavský kostel sv. Jana Křtitele, který do té doby patřil řádu německých rytířů v Humpolci. Majetek koupil Želivský klášter za sto hřiven stříbra. Spolu s kostelem prodal i právo vybírat desátek od třinácti obcí, mezi nimiž figuruje i Ždírec, který tak do té doby patřil k desátkovým vsím jihlavského kostela. V průběhu 13. století byla obec osidlována německými kolonisty a na dlouhou dobu se stala vsí německou. I proto obec náležela k Jihlavskému jazykovému ostrovu.

### Středověk a novověk
Ve 14. století se dostala pod střítežské panství, které v roce 1346 vlastnili páni z Lípy. Ti roku 1365 panství prodali Lichtenburkům. Kolem roku 1410 přešla do držení Leskovců z Haslavy. Majitel panství Jan z Leskovce byl katolík a silně zaměřený proti husitům. V roce 1411 zrušil svým poddaným právo odúmrti a zavedl znovu poddanské povinnosti a práva. Od Leskovců ji roku 1520 získali Trčkové z Lípy. Jan Trčka z Lípy Ždírec s dalším majetkem 25. dubna 1536 prodal městu Jihlava celkově za 5 500 kop grošů. Dne 21. června 1625 Ždírec koupil císařský rychtář Jan Haidler z Bukové. Z jeho majetku přešel Ždírec v roce 1678 k panství střítežskému a poté štockému. Pachtové z Rájova osadu koupili roku 1683 po smrti Arnošta Ferdinanda Heidlera. Od roku 1725 patřila Ludvíku Filipovi ze Sinzendorfu, který ji o deset let později předal litoměřickému biskupovi Mořici Adolfovi, vévodovi ze Sachsen-Zeits. Roku 1748 se obec ocitla pod správou hrabat z Palmů. Od roku 1840 vlastnil obec kníže Karel Hohenzollern-Sigmaringen.
V roce 1859 byl postaven vodovod z Weberovy studny do kašny u budovy č. p. 42, kde v současnosti sídlí domov pro seniory. Vodu pohánělo nejprve větrné kolo a poté trkač. V horní části obce stála druhá kamenná kašna, do které tekla voda samospádem. V letech 1869–1880 pod správu Ždírce patřily Heroltice. Největší požár v historii Ždírec zpustošil 19. března 1890. Vyhořelo 28 hospodářských usedlostí (přibližně třetina obce) včetně kostela a fary. Roku 1899 tu vznikl hospodářský spolek. V roce 1901 zde působily sbor dobrovolných hasičů a spořitelní a záložní spolek.

### Současnost

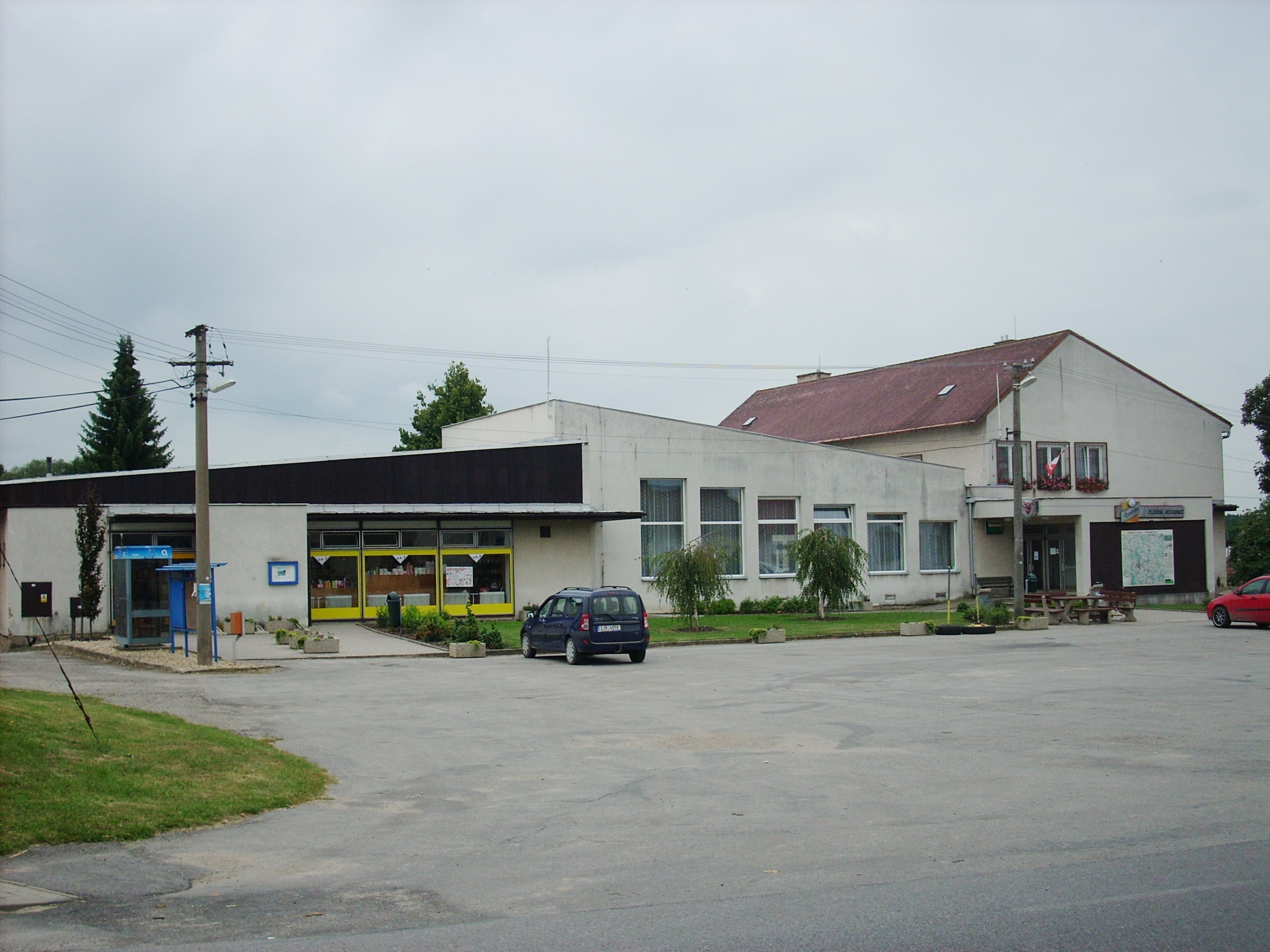
Náves s víceúčelovou budovou

Po odsunu většiny německého obyvatelstva obec osídlily české rodiny. V 70. letech byla vyasfaltována většina vozovek. Dále byl postaven vodovod s úpravnou vody a vodojemem, čistírna odpadních vod, kanalizace (I. a II. etapa), tři obecní byty a sportoviště. Z bývalého dvora na návsi vznikla víceúčelová budova, kde sídlí prodejna smíšeného zboží, společenský sál, pohostinství, kanceláře národního výboru a knihovna. Od roku 1982 tu má sídlo mateřská škola. V 90. letech prošla rekonstrukcí budova bývalé školy, ve které později vznikly byty. Roku 1998 byla v obci zavedena plynofikace. Od roku 2000 náleží k Dobrovolnému svazku obcí Mikroregion Polensko. V roce 2003 proběhly přípravy na stavbu v tzv. satelitu, kde vzniklo 19 stavebních pozemků včetně inženýrských sítí za celkovou sumu 13 milionů korun. Roku 2009 bylo u mateřské školy postaveno nové dětské hřiště.

## Obecní symboly
Znak a vlajku navrhl heraldik Jan Tejkal. Zastupitelstvo vybíralo z jedenácti návrhů, které variantně modifikovaly a případně doplňovaly heraldický obraz historické pečeti o další motivy ze ždírecké historie. Zastupitelé odhlasovali variantu č. 11. Znak má podobu zjednodušeného přepisu historické pečeti z roku 1705, která byla nalezena ve zdejší německé kronice. Znak: V červeném štítě pod zúženou plamenitou hlavou doleva vykračující kůň se zlatým uzděním, vše stříbrné. Vlajka: Červený list s bílým plamenným žerďovým pruhem širokým třetinu délky listu. V červeném poli bílý kůň se žlutým uzděním vykračující k vlajícímu okraji listu. Poměr šířky k délce listu je 2:3.
Obecní znak a vlajka byl Ždírci udělen usnesením poslanecké sněmovny dne 1. dubna 2008. Oficiální předání se konalo v sobotu 7. června 2008. Vlajku posvětil děkan polenské farnosti Zdeněk Krček. Události, při které se slavilo i 775. výročí první písemné zmínky o Ždírci, se zúčastnili také hejtman Miloš Vystrčil a Miroslava Němcová. Při této příležitosti se také uskutečnila exhibice mezi místními fotbalisty a týmem internacionálů AC Sparta Praha.

## Obecní správa a politika

### Zastupitelstvo a starosta
Starostou obce je nezávislý kandidát Bohuslav Fiala. Zastupitelstvo obce Ždírec je devítičlenné. Ve volebním období 2006–2010 se do zastupitelstva dostala dvě uskupení, a sice „Nestraníci a KDU-ČSL“, kteří získali čtyři mandáty, a „Za Ždírec krásnější“, jež získalo pět mandátů. Starostou byl zvolen Jaroslav Novák. Ve volebním období 2010–2014 získalo sdružení „Ždírec 2010“ pět zastupitelů a „Za Ždírec krásnější“ čtyři.
| Období    | Voliči | Účast v % | Mandáty | Výsledky                                            | Starosta                                                          |
| --------- | ------ | --------- | ------- | --------------------------------------------------- | ----------------------------------------------------------------- |
| 1994–1998 | 269    | 73,98     | 9       | 5 SNK 2 KDU-ČSL 2 KSČM                              | Miroslav Strnad                                                   |
| 1998–2002 | 292    | 66,44     | 9       | 6 SNK 2 KDU-ČSL 1 KSČM                              | Miroslav Strnad                                                   |
| 2002–2006 | 290    | 73,10     | 9       | 6 SNK – sdružení podnikatelů 2 KDU-ČSL 1 SNK Ždírec | Vladimír Šimoník (do 1. 10. 2004) Jaroslav Novák (od 1. 10. 2004) |
| 2006–2010 | 286    | 81,47     | 9       | 5 Za Ždírec krásnější 4 Nestraníci a KDU-ČSL        | Jaroslav Novák                                                    |
| 2010–2014 | 346    | 63,58     | 9       | 5 Ždírec 2010 4 Pro Ždírec                          | Bohuslav Fiala                                                    |
| 2014–2018 | 381    | 70,60     | 9       | 6 Ždírec 2010 3 Ždírec – pro všechny                | Bohuslav Fiala                                                    |

## Geografie a popis obce
Obec Ždírec leží 10 kilometrů severovýchodně od krajského města Jihlava. Je situována na české straně bývalé zemské hranice v rovném pásu Hornosázavské pahorkatiny na silnici II. třídy z Polné do Jihlavy v průměrné nadmořské výšce 515 metrů. Nejvyšší bod „V Listlu“ (541 m n. m.) leží na okraji lesa ve směru k Rytířsku. Obec obklopují jehličnaté místy smíšené lesy. Celkově se na katastru obce nachází osmnáct menších a větších rybníků, které se nazývají Dvorský, Nový a „Karlák“. Okrajem katastru protéká Ždírecký potok, který později vtéká do Zlatého potoka. Rozloha katastru obce činí 10,36 km2, z toho zaujímá orná půda 5,17 km2, zahrady 0,09 km2, trvalé travní porosty 1,13 km2, lesní půda 3,41 km2, vodní plochy 0,1 km2, zastavěné plochy 0,08 km2 a ostatní plochy 0,38 km2. Obec má jedno katastrální území se zavádějícím názvem Ždírec na Moravě, přestože leží v Čechách, přičemž původně (a to ještě v dobách komunistického režimu) zněl název katastrálního území Ždírec u Polné. Nachází se v mírně teplém klimatickém pásu.
| Mapa Ždírce z roku 1720 od J. Ch. Müllera | Mapa Ždírce z roku 1720 od J. Ch. Müllera | Mapa Ždírce z Prvního vojenského mapování | Mapa Ždírce z Druhého vojenského mapování |
| 1720                                      | 1720                                      | 1764–1768                                 | 1836–1852                                 |
| ----------------------------------------- | ----------------------------------------- | ----------------------------------------- | ----------------------------------------- |

## Demografie

### Složení obyvatel
Dle sčítání lidu v roce 2001 žilo ve Ždírci trvale 388 osob, z toho 202 žen. Celkem 383 občanů se hlásilo k české národnosti, 4 ke slovenské a 1 k německé. Roku 2005 zde žilo 351 obyvatel, věkový průměr činil 42,2 roku. Tento průměr zvyšují klienti domova důchodců, kteří jsou zde hlášeni k trvalému pobytu. K 31. prosinci 2010 v obci žilo 387 obyvatel. V roce 1900 měla obec 430 obyvatel, z toho 67 Čechů a 362 Němců. Roku 1930 měla obec 393 obyvatel, z toho 304 Němců a 89 Čechů.
| Rok            | 1847 | 1850 | 1869 | 1880 | 1890 | 1900 | 1910 | 1921 | 1930 | 1950 | 1961 | 1970 | 1980 | 1991 | 2001 | 2011 |
| Počet obyvatel | 364  | 345  | 344  | 437  | 467  | 430  | 415  | 411  | 393  | 348  | 348  | 347  | 338  | 320  | 388  | 405  |

### Náboženský život
Obec Ždírec je sídlem římskokatolické farnosti Ždírec náležící do polenského děkanství a královéhradecké diecéze. Farnost v současnosti nemá kněze, dojíždí sem polenský děkan. Pod zdejší farnost spadají obce Dobronín, Heroltice, Měšín, Pávov, Věžnička. Farním kostelem je místní kostel svatého Václava. Podle cenzu z roku 2001 se k víře hlásí z 388 osob 145 věřících, z toho se 139 lidí hlásilo k římskokatolické církvi, 1 k Českobratrské církvi evangelické a 1 k církvi pravoslavné. 161 osob bylo bez vyznání a 82 osob své vyznání neuvedlo.

## Školství, kultura a sport

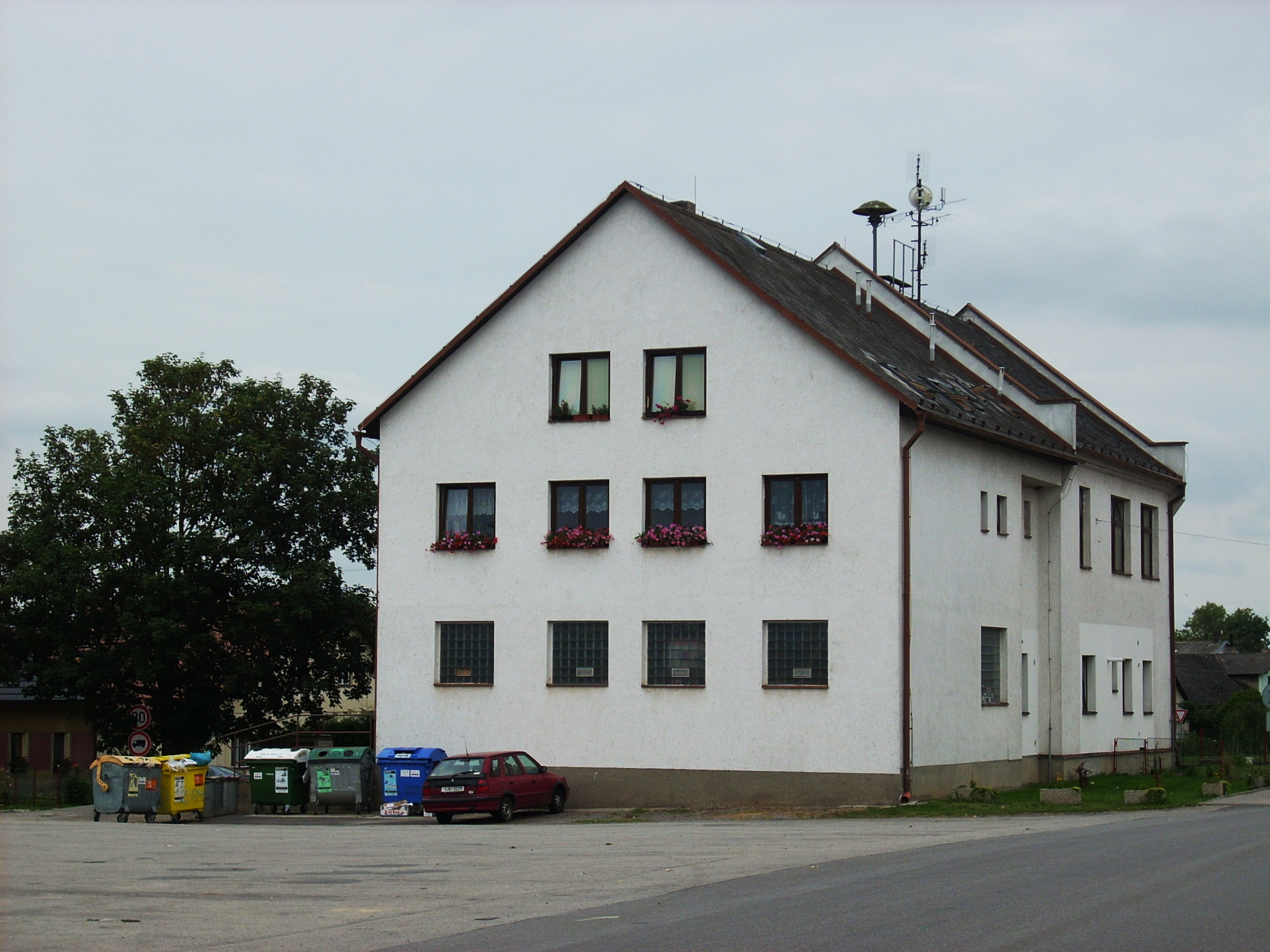
Budova bývalé školy

Ke společenskému vyžití občanů slouží kulturní sál víceúčelové budovy a společenský přístřešek postavený v roce 2003 na východním okraji obce za sportovním hřištěm. Jeho součástí je betonový parket, otevřený objekt se střechou, kde se nachází krb s udírnou a menší místnost. Později zde vzniklo dřevěné pódium pro hudebníky. Ve víceúčelové budově má sídlo místní knihovna. V obci působí Ždírecký kulturní klub. Jeho členové pořádají různé akce pro děti i dospělé (den matek, neckyáda, den dětí atp.) či různé kulturní zájezdy. Od roku 2004 vydávají Ždírecký zpravodaj. Každoročně se tu koná svatováclavská pouť. Od roku 2004 pořádají na druhou adventní neděli místní farníci v kostele adventní koncert. Začátkem ledna se v místním hostinci schází členové Klubu českých turistů. Každoroční slavnostní ukončení turistické sezony se pořádá od roku 1995. Účastní se ho přibližně 150 lidí. Ve Ždírci se nachází fotbalové hřiště. Fotbalový klub Tělovýchovná jednota Ždírec hraje okresní přebor. V roce 2008 vznikl Jezdecký klub Ždírec. Jeho členové se pravidelně účastní závodů. Klub každý rok pořádá parkurové hobby i oficiální závody.
První školní budova byla vybudována v roce 1788. Podle písemných pramenů se ve Ždírci učilo již roku 1642. V roce 1919 tu Národní jednota pošumavská otevřela jednotřídní českou školu. Do té doby zde působila jen německá se dvěma třídami. V roce 1939 se musela česká škola přestěhovat do sirotčince (dnešní domov důchodců). Roku 1943 se česká výuka přemístila do domu č. 5 – hospody U Culků, protože se do sirotčince přestěhovala škola německá. Školní budovu zabraly pro své účely úřady. V roce 1945 byla zřízena dvoutřídní česká škola. Ta německá zanikla kvůli poválečnému odsunu německých občanů. Škola skončila výuku v roce 1974 a místní děti začaly dojíždět převážně do sousedního Dobronína. Budova školy prošla v roce 1997 nákladnou rekonstrukcí. K otevření nedošlo kvůli nedostatku zájmu rodičů. Třídy se přebudovaly na byty. V současné době se zde nachází pět bytových jednotek. Dne 29. listopadu 1982 tu byla otevřena mateřská škola, kam v současnosti dochází 25 dětí i z okolních obcí (Měšín, Heroltice, Polná).

## Hospodářství a doprava

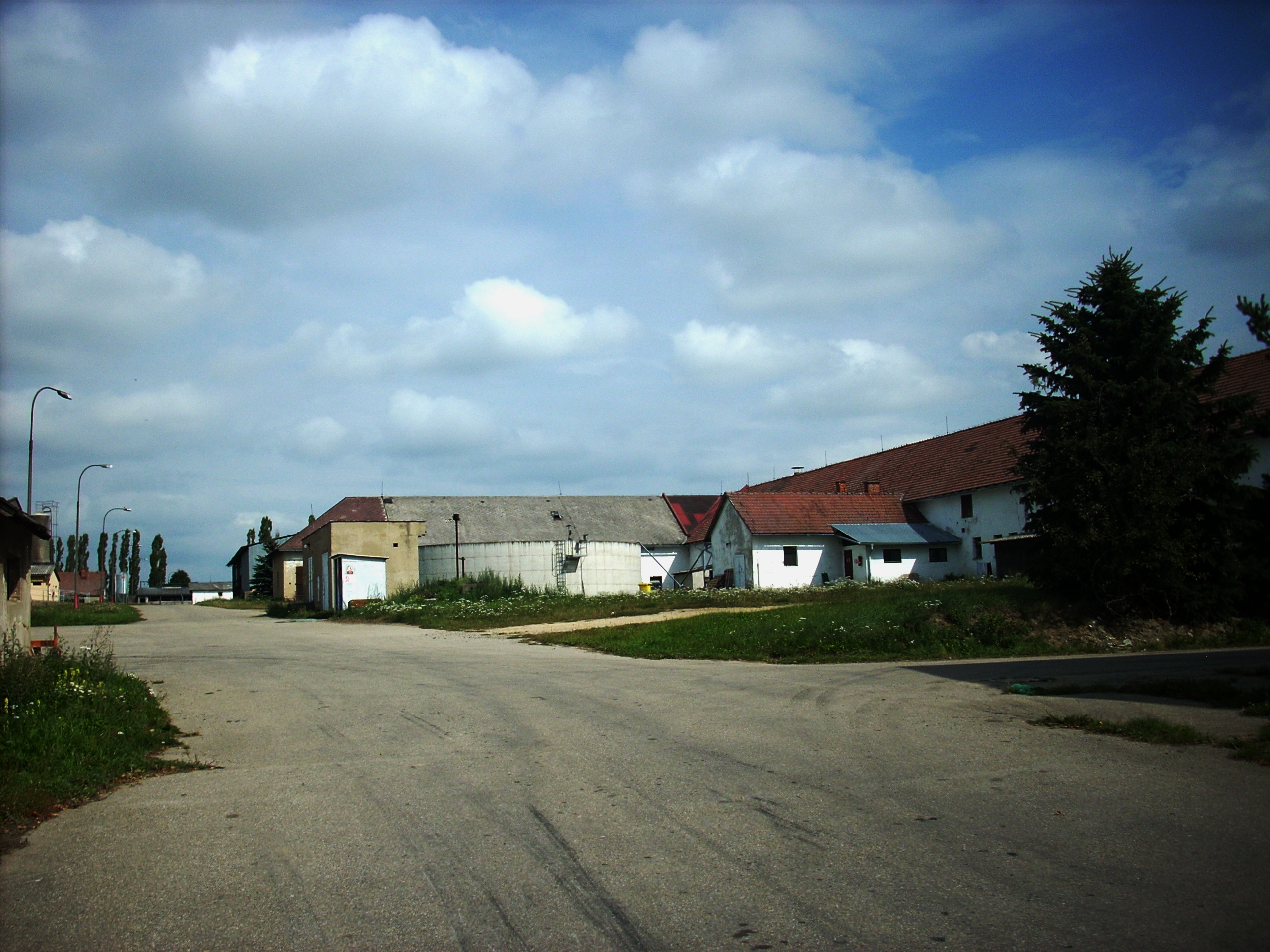
Budovy zemědělského družstva ve Ždírci

V obci sídlí továrna na výrobu ponožkového zboží Batepo a pila. V roce 2007 zde vznikla bioplynová stanice o výkonu 537 kW. Také se tu nachází hostinec a obchod se smíšeným zbožím, který od roku 2007 vlastní obec. K roku 2010 zde mělo sídlo 79 podnikatelských subjektů, převažují drobní podnikatelé (např. 3 truhláři, 3 opraváři, instalatér). Roku 1951 tu vzniklo jednotné zemědělské družstvo, k němuž se v roce 1971 připojilo JZD Věžnička. O sedm let později došlo ke sloučení s dobronínským JZD Budovatel. Po roce 1989 byla půda navrácena původním vlastníkům. V současnosti zemědělskou půdu obhospodařují 3 soukromí zemědělci (cca 310 ha) a dobronínské zemědělské družstvo Dobrosev, a. s.
Obec leží na silnici 2. třídy II/352 z Jihlavy přes Polnou do Žďáru nad Sázavou. Dále odtud vedou tři silnice 3. třídy do Stříteže (3525), Dobronína (3526) a Věžničky (34820). Obcí prochází cyklistická trasa č. 5215 z Luk nad Jihlavou a č. 16 ze Slavonic do Přibyslavi. 59. zastávku tu má turistická trasa Stříbrné pomezí. Dopravní obslužnost v obci je zajišťována silniční autobusovou dopravou dvou dopravců, ICOM Transport Jihlava a ZDAR. Autobusy jezdí ve směrech na Jihlavu, Polnou, Žďár nad Sázavou a Olomouc. Severním okrajem katastru obce má vést koridor vysokorychlostní železnice. Oplocené ochranné pásmo kolem trati bude široké 600 m, což by z větší části oddělilo Ždírec od ostatních obcí.

## Domov důchodců

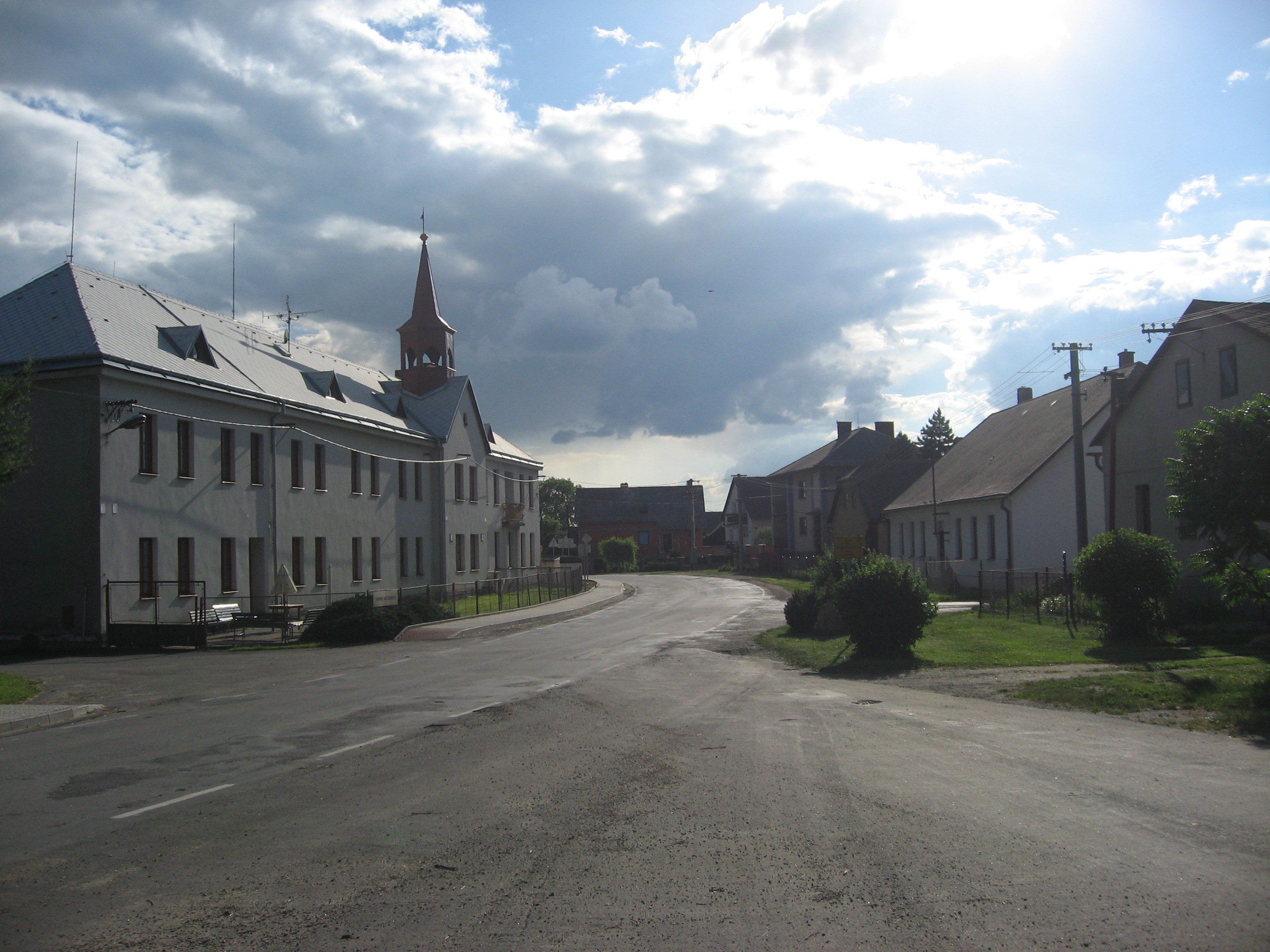
Domov důchodců před rekonstrukcí

V roce 1916 od příbuzných dostaly sestry Terezie a Emilie Klimentovy zemědělské usedlosti č. p. 42 a 43. Věnovaly se zde péči o sirotky a staré a nemocné. V letech 1920–1926 probíhala veřejné sbírka na přestavbu budov, financování českého útulku ztěžovalo umístění v německém jazykovém ostrově. Sirotčinec a útulek pro staré a nemocné s kaplí Panny Marie byl otevřen v roce 1927, kdy zde žilo 50 chovanců. Sestry také založily Spolek sv. Františka sester Klimentových. Budovy sloužily svému účelu až do znárodnění v roce 1950, kdy byl z obytné části sirotčince zřízen domov důchodců. Zemědělskou činnost zařízení převzalo nově utvořené JZD. Poté zde sloužily zdravotní i řádové sestry, jejich činnost však postupem ustala. Civilní službu tu vykonávalo až do jejího zrušení v roce 2004 přibližně osm branců. V roce 1994 vznikl na místě zbouraných zemědělských budov další pavilon. Kapacita domova se tím zvýšila z 60 na 90 obyvatel. Další rekonstrukcí objekt prošel za provozu roku 2003, kdy byla mimo jiné nahrazena eternitová střecha z roku 1926. V letech 2010–2012 probíhá kompletní rekonstrukce zařízení, zateplení a přestavba vnitřního uspořádání. Klienti domova byli na tuto dobu přemístěni do pavilonu F nemocnice v Havlíčkově Brodě. V letech 1971–2010 fungovala pobočka domova v Dobroníně. Žilo zde 28 seniorů. Roční rozpočet instituce činí 20 milionů korun. V Domově důchodců Ždírec zemřel profesor hudby, skladatel a houslista Theodor Bohumír Pařík (1881–1961).

## Památky

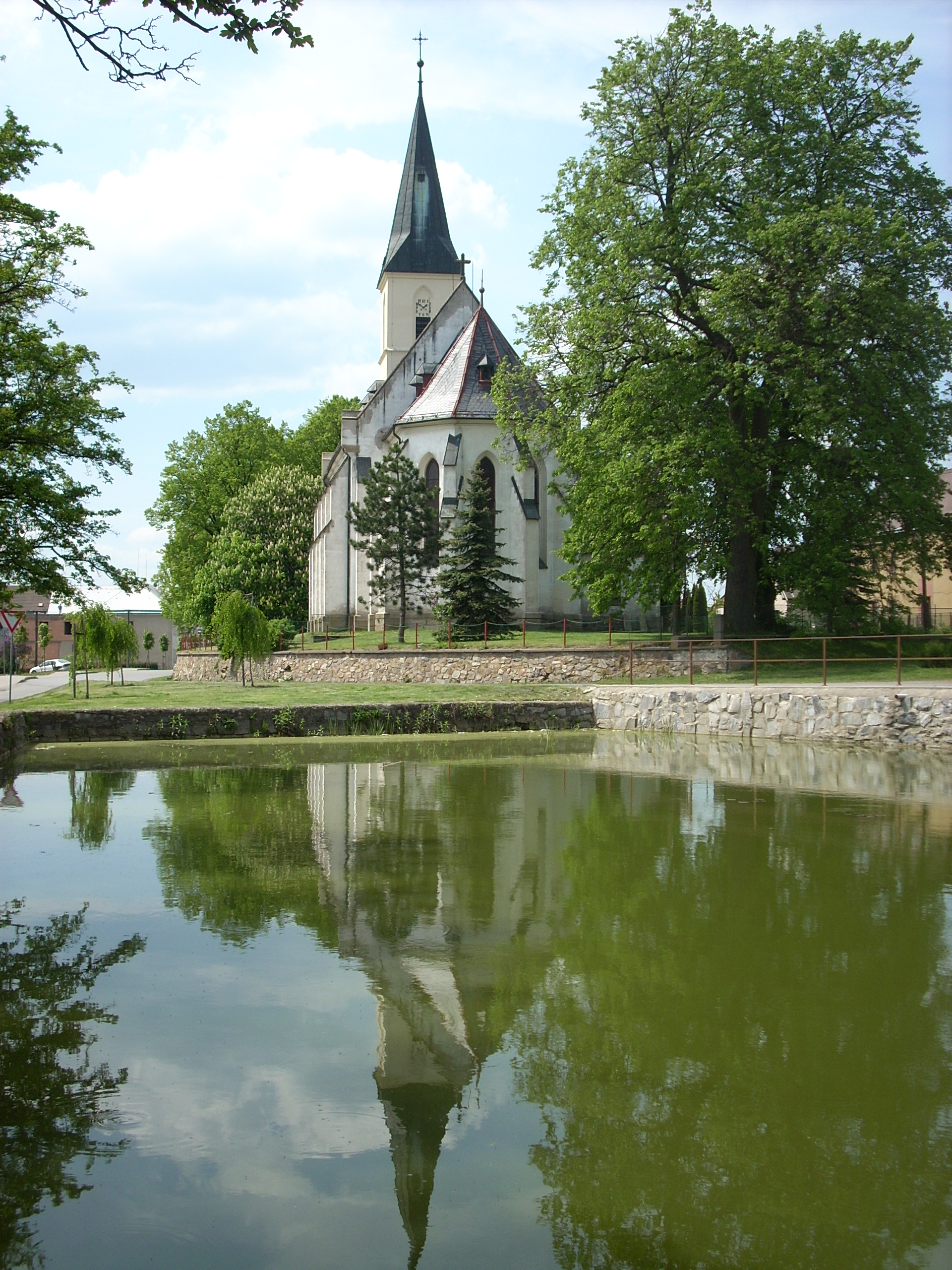
Kostel svatého Václava

- Kostel svatého Václava stojí na vyvýšeném místě uprostřed obce. Vznikl na místě původního chrámu, který zde stál již ve 14. století.[7] V roce 1890 svatostánek vyhořel, v letech 1893–1898 jej v pseudogotickém slohu vybudoval stavitel Josef Šupich.[66] Je to jednolodní objekt s pětibokým závěrem. Uvnitř se nachází malby s výjevy ze života svatého Václava a starobylé varhany. U původního dřevěného kříže, který přečkal požár z roku 1890, se nachází pamětní deska se vzpomínkou na zavražděné Němce v lokalitě Budínka.[67] Kulturní památkou se stal 3. května 1958.[68]

- Barokní sousoší svatého Jana Nepomuckého pochází z roku 1743, kdy ho z pískovce[69] vytvořil Václav Viktor Morávek. Stojí na okraji parku před kostelem. Po pravém boku svatého Jana stojí anděl držící kříž s pozlaceným Kristem. Na levé straně jsou tři andělíčci, kteří drží kartuši s pozlaceným reliéfem Panny Marie, která má na klíně Ježíška.[69] Socha je z pískovce. Kulturní památkou se stala 3. května 1958.[68] Koncem července 2011 vandalové v nočních hodinách ze sousoší odlomili část se třemi anděly.[70] Sochu v roce 2012 zrenovoval a vrátil do původního stavu akademický sochař Otakar Marcin.

- Socha svatého Antonína Paduánského pochází z roku 1753. Žulová barokní socha se nachází při rozcestí Střítež–Měšín.[69] Svatý Antonín oděný do mnišského roucha drží v pravé ruce Ježíška a v levé knihu.[69] Památku znehodnocuje nepůvodní malá hlava světce dodaná v 80. letech 20. století. Rovněž patří mezi díla polenského sochaře Václava Morávka. Kulturní památkou se stala 3. května 1958.[68]

- Budova domova důchodců vznikla v roce 1926 na místě selských usedlostí č. p. 42 a 43. Uprostřed centrální budovy se nachází zrušená kaple Panny Marie, která tak dodnes připomíná své zakladatelky – sestry Klimentovy ze Spolku svatého Františka.[59] Na zahradě domova se nachází bronzová plastika dívky s názvem „Úcta stáří“.[23] Z architektonického hlediska zaujme svým štítem, čtveřici trojúhelníkových vikýřů a šestibokou věžičku kaple Panny Marie.

- Dům č. p. 40 je zajímavý z architektonického hlediska. Jako poslední připomíná bohatě štukované zdobené štíty, které dříve lemovaly náves. Ovšem i na tomto domě je z větší části zdobení přestavbami znehodnoceno.[5] Kulturní památkou se stal 3. května 1958.[68]

- Hřbitov se nachází při severním výjezdu z obce směrem na Polnou. Lemuje jej zídka pocházející z roku 1887, kdy byl zrušen hřbitov okolo kostela.[7] Přes současnou péči stále nese pozůstatky devastace poválečných let, kdy řada hrobů německých obyvatel byla zničena, v lepších případech neudržována. Nachází se zde jeden hrob s kvalitní secesní výzdobou. Pískovcový náhrobek vytvořil sochař Josef Škoda z Hradce Králové. Připomíná tragickou smrt devatenáctileté dívky Marie Pytlíkové z roku 1922. Její vražda je dodnes neobjasněna, přesto zůstává ve stínu podobných události v kraji (vražd M. Klímové a Anežky Hrůzové).[5] Také v jejím případě se spekulovalo o židovské „rituální“ vraždě.[71] Uprostřed hřbitova stojí kamenný kříž s litinovou plastikou Ježíše Krista z roku 1887.

- Fara se nachází naproti boku kostela u sakristie. V současnosti není trvale obydlena, farnost ji pronajímá jako letní byt.

- Borovice lesní stojí v katastru obce (1,2 km ssv od Ždírce při levé straně silnice do Polné).[72] Památným stromem byla prohlášena 15. listopadu 1990. Dosahuje výše jedenáct metrů a obvod kmene měří 235 cm.[73] Stáří borovice nebylo zjištěno.[72]